# Orologio astronomico

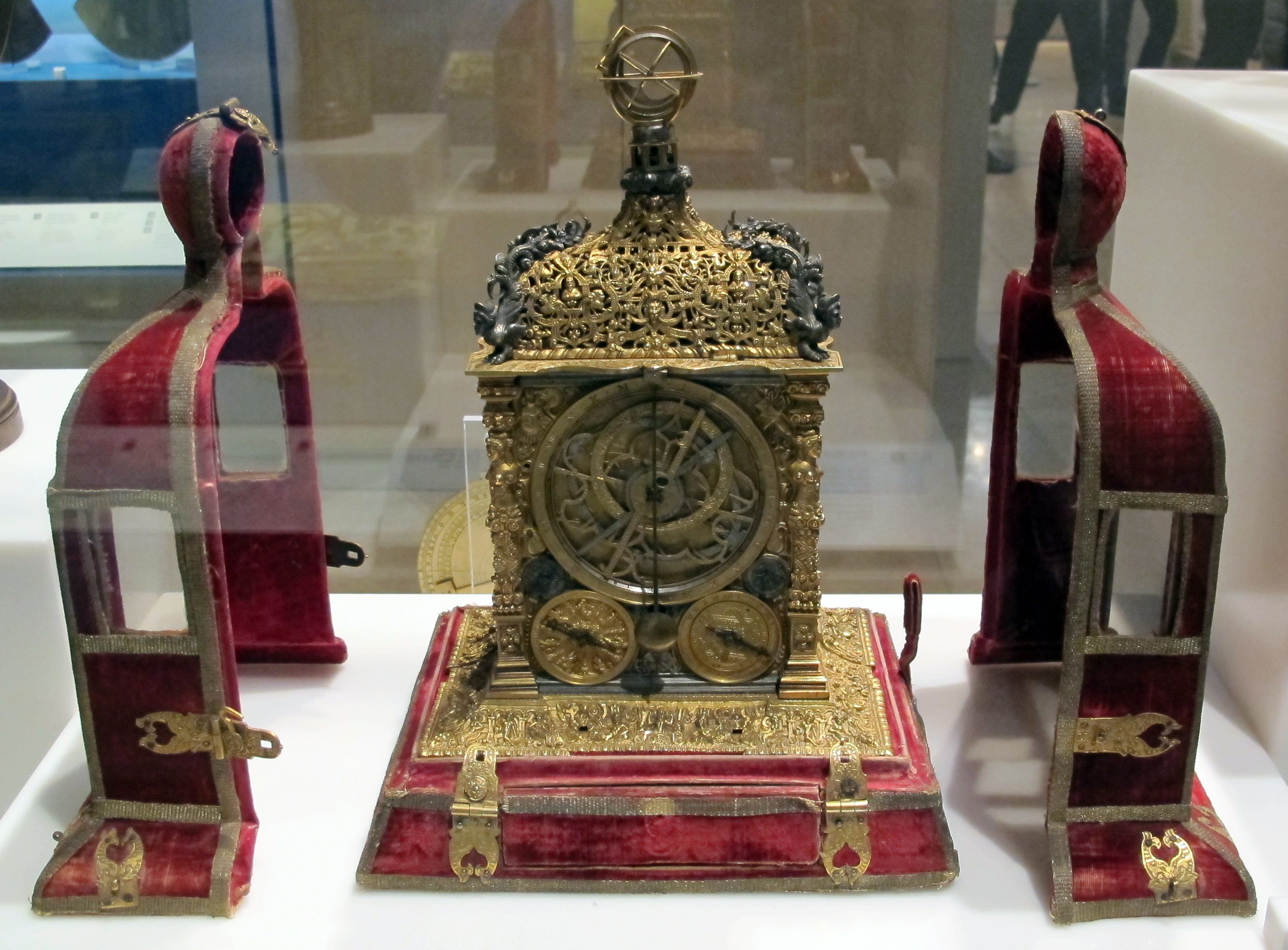
Orologio astronomico attribuito a Caspar Rauber (XVI secolo, Museo Galileo di Firenze).

Un orologio astronomico è un orologio con particolari meccanismi e quadranti che mostrano informazioni relative alla posizione del Sole e della Luna rispetto allo Zodiaco. Altri meccanismi permettono talvolta di indicare la data, come anche la posizione dei pianeti maggiori o le fasi lunari.

## Definizione

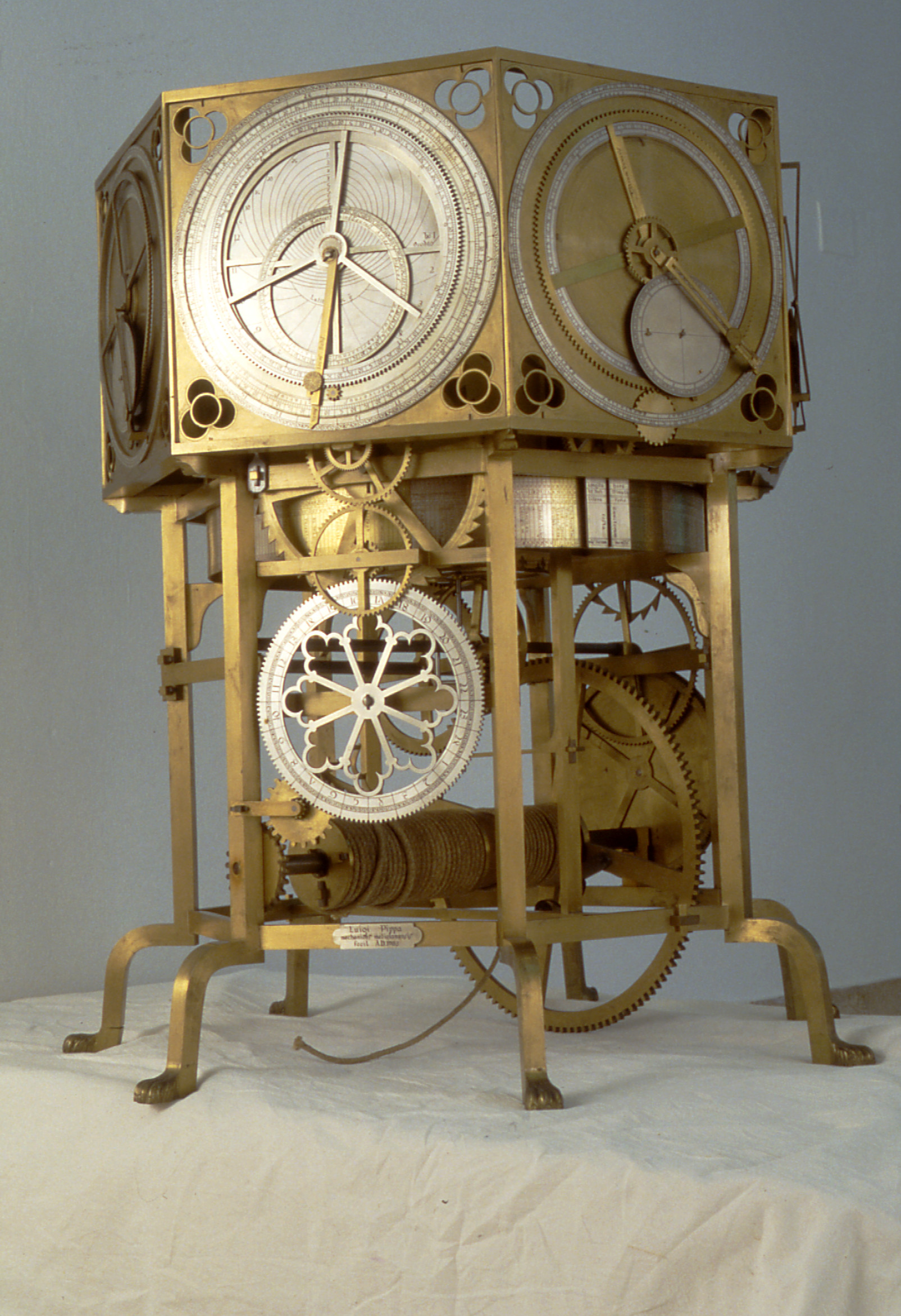
L'astrario di Giovanni Dondi dell'Orologio mostrava l'ora, il calendario annuale, il movimento dei pianeti, del Sole e della Luna. Ricostruzione, Museo nazionale della scienza e della tecnologia Leonardo da Vinci, Milano.

Il termine è spesso impiegato per indicare ogni orologio che mostra, in aggiunta all'ora corrente, informazioni di carattere astronomico. Queste possono includere la posizione del Sole e della Luna nel cielo, l'età e la fase della luna, la posizione del sole sull'eclittica e l'attuale segno zodiacale, il tempo siderale e altri dati come i nodi lunari, utili nella predizione delle eclissi ed una mappa celeste rotante.
Gli orologi astronomici solitamente rappresentano il sistema solare utilizzando un sistema di riferimento geocentrico. Al centro del quadrante si trova spesso un disco o una sfera che rappresenta la terra posta al centro del sistema solare. Il sole è spesso rappresentato da una sfera dorata posta in rotazione attorno alla terra con un periodo di 24 ore. Questi strumenti sono in accordo con la visione cosmologica europea pre-copernicana.

## Storia
A partire dall'XI secolo, astronomi e ingegneri musulmani svilupparono e costruirono orologi astronomici da utilizzare nei loro osservatori, come l'orologio astrolabico di Ibn al-Shatir all'inizio del XIV secolo.
Lo sviluppo dei primi orologi meccanici in Europa non è mai stato pienamente analizzato, ma si presume che intorno al 1300-1330 esistessero orologi meccanici funzionanti grazie a pesi e che utilizzavano uno scappamento per gestire il movimento, che prima invece era assicurato dallo scorrere dell'acqua. Erano destinati a scandire il tempo degli eventi pubblici oppure a descrivere gli spostamenti dei corpi del sistema solare. Infatti, una volta introdotte le meccaniche dell'orologio, era normale che venissero applicate all'astrolabio, allora già in uso presso astrologi ed astronomi.
Tra gli esempi migliori del periodo sono da citare quello sviluppato dal matematico inglese Richard Wellingford a St Albans nel 1330, e quello dell'astronomo italiano Giovanni Dondi dell'Orologio a Padova tra il 1348 e il 1364. Le versioni originali di entrambi gli orologi sono andate perdute, ma le dettagliate descrizioni hanno permesso di ricostruirne il funzionamento e creare delle moderne riproduzioni. L'orologio di Wallingford mostrava il Sole, la Luna con le sue fasi e i nodi, stelle, i pianeti conosciuti, oltre a una ruota della fortuna e un'indicazione della marea al ponte di Londra. L'orologio di Dondi aveva sette facce, con 107 pezzi in movimento, e mostrava la posizione del Sole, della Luna, dei cinque pianeti conosciuti e indicava i giorni di festa religiosa.
La precisione di questi apparecchi era probabilmente inferiori a quella che i loro progettisti avevano immaginato. Anche se il dimensionamento degli ingranaggi era stato accuratamente calcolato, la precisione tecnologica richiesta nella costruzione era al di là delle capacità del tempo. Il sistema di scappamento allora in uso provocava errori che potevano arrivare anche a mezzora al giorno.

## Esempi
Sono internazionalmente famosi gli orologi astronomici di Rostock, Strasburgo, Praga, Rouen e Passemant.
Per quanto riguarda l'Italia, si ricordano: l'Orologio astronomico del Campanile del Duomo di Messina; la Torre dell’Orologio in piazza della Loggia a Brescia; l'Orologio planetario Fanzago in Piazza dell'Orologio a Clusone; quello del Torrazzo di Cremona; la Torre dell'orologio di Venezia; quello di Mantova in piazza delle Erbe; quello di Macerata, costruito nel 1571, per molti anni fuori uso, ma rimesso in funzione il 18 aprile 2015; e infine quello di Trapani, restaurato nel 1570, dal 1596 chiamato "Torre Oscura".
Il meccanismo più antico è quello della Torre dell'Orologio di Padova, datato 1436, frutto della ricomposizione di un orologio di Jacopo Dondi.

## Varianti
Celebri gli orologi astronomici da polso di Christiaan van der Klaauw e da tasca come il Calibro 89.